# رادو مونتئان
رادو مونتئان (رومانیایی: Radu Muntean؛ زادهٔ ۸ ژوئن ۱۹۷۱) کارگردان فیلم و فیلم‌نامه‌نویس اهل رومانی است. وی دانش‌آموختۀ دانشگاه ملی فیلم و تئاتر کاراجیاله و از چهره‌های شاخص موج نوی سینمای رومانی است.
از فیلم‌ها یا مجموعه‌های تلویزیونی که وی در آن‌ها نقش داشته‌است، می‌توان به عیاشی، خشم و سه‌شنبه، پس از کریسمس اشاره نمود.